# L'Action catholique
Pour les articles homonymes, voir Action catholique.
L’Action catholique était un quotidien (sauf le dimanche) fondé à Québec le 21 décembre 1907. Initialement connu sous le nom de L'Action sociale, le quotidien devient L'Action catholique en 9 juin 1915 et jusqu'au 15 août 1962.

## Historique
Ce journal était la voix du mouvement québécois de l'Action sociale catholique, organisation diocésaine visant à consolider et promouvoir les nombreuses œuvres catholiques et ainsi encadrer les fidèles dans toutes les sphères d'activités et faire obstacle au mal du siècle: l'individualisme. Plus précisément l'Action sociale catholique a été créée en réponse à la lettre encyclique de Pie X Il Fermo Proposito de 1905 dans laquelle il rappelle l'importance de l'action catholique dans l'édification d'une civilisation chrétienne ainsi que celle de la presse comme moyen à utiliser pour améliorer la condition économique du peuple et prémunir les masses contre « la tyrannie envahissante du socialisme ». Très réceptif à cet appel, l'archevêque de Québec Mgr Louis-Nazaire Bégin crée l'Action sociale ltée, véritable entreprise d'édition de journal, mais aussi de livres, manuels scolaires et brochures. La première parution du journal, sous le nom de L'Action sociale, date du 21 décembre 1907 et le nom sera changé pour L'Action catholique en 1915 à fin d'éviter toute confusion avec le mouvement. Le journal est alors rédigé dans un esprit d'apostolat par des laïcs s’efforçant de suivre le programme tracé par Mgr Bégin.
S'alimentant à de grands principes idéologiques, le journal est intransigeant quant aux publicités de cinéma, d'alcool et de commerce juifs et ce, quitte à nuire à sa santé financière. Ainsi, l'Église donne au quotidien des ressources matérielles et humaines, accordant entre autres un prêt de 90 000$ en 1909 en plus de l'autoriser à émettre des actions.
Visant un public élargi, largement diffusé en région, ce quotidien d'obédience catholique connut son apogée durant le régime de Maurice Duplessis et de l'Union nationale : au cours des années 1940, le tirage atteignant près de 60 000 exemplaires. Le 4 août 1938, son tirage dépasse pour la première celui de son rival, Le Soleil, et L'Action catholique proclame au sommet de sa une qu'il a maintenant le plus fort tirage de tous les journaux de Québec. Son lectorat est toutefois loin de ne provenir que de la ville : en 1939, 13 000 abonnés résident en ville (le double du chiffre de 1934) alors qu'ils sont 43 000 à vivre à la campagne (environ le triple du chiffre de 1934). Son succès commence à décliner au début des années 1950 avec l'arrivée de la télévision, la popularité du journalisme jaune et avec la Révolution tranquille qui se matérialisera dans les années 1960. Pour se moderniser, le journal prendra le nom de l'Action à partir de 1962 et se dissociera du mouvement de l'Action sociale catholique. En 1971, alors que le tirage de l'année précédente atteignait à peine 18 000 exemplaires, l'archevêché de Québec ne veut plus combler le déficit accumulé du quotidien, qui fermera finalement ses portes le 8 septembre 1973.

## Idéologie
Durant l'entre-deux-guerres, L'Action catholique mène généralement un combat réactionnaire, même si certains éléments de son idéologie peuvent paraître progressistes tels que ses campagnes contre les trusts et la condamnation des abus électoraux. Le journal mise à la fois sur la défensive et l'offensive : s'accrochant aux traditions en condamnant le suffrage féminin, le divorce, le cinéma, la danse, l'alcool, le travail dominical, l'avance de l'heure et l'immigration - surtout juive, il se fait également l'avocat de diverses causes, comme promouvoir le retour à la terre, mener campagne pour la fermeture de tavernes et vanter les mérites du crédit social.  L'Action se fait également critique de la démocratie, affirmant par exemple le 1er juin 1917 que « Le peuple, s'il vote, ne fait que désigner le sujet en qui viendra par la suite résider l'autorité, don exclusif de Dieu », en plus de s'en prendre à l'immigration. En effet, le 9 novembre 1923, on peut y lire que « si le Canada n'arrête pas d'accueillir "l'écume de l'Europe", le pays finira par acquérir une population cosmopolite, bolchéviste et anarchiste prépondérante ».